# Godzilla 2 : Roi des monstres
Ne doit pas être confondu avec Godzilla, King of the Monsters!.
Série MonsterVerse
Kong: Skull Island
(2017) Godzilla vs Kong
(2021)
Pour plus de détails, voir Fiche technique et Distribution.
Godzilla 2 : Roi des monstres ou Godzilla : Roi des monstres au Québec (Godzilla: King of the Monsters) est un film de science-fiction américain coécrit et réalisé par Michael Dougherty et sorti en 2019. Trente-deuxième film en prise de vue réelle mettant en scène Godzilla et troisième du MonsterVerse (univers de fiction développé par Legendary Pictures), il fait suite à Godzilla (2014) et Kong: Skull Island (2017).
Le film débute avec la paléobiologiste Emma Russell, travaillant pour Monarch, qui a été traumatisée par la mort de son fils Andrew en 2014. Elle a mis au point l'Orca, jadis imaginé avec son ex-mari Mark, une machine qui permet de capter et reproduire les signaux émis par les Titans. Son invention attire des convoitises. Emma entraîne avec elle sa fille Madison. Son père, Mark va tout faire pour retrouver sa fille, tout en tentant de survivre dans un monde envahi de monstres. Godzilla va ainsi devoir compter sur une alliée, le papillon géant Mothra pour affronter les 2 menaces que représentent le ptérosaure super-rapide Rodan, ainsi que son pire ennemi, le dragon à trois têtes King Ghidorah, qui est l'Alpha des Titans. Ces anciennes super-espèces veulent toutes la suprématie et mettent en danger la survie de l'Humanité. Alors qu'un combat apocalyptique se prépare, Godzilla, seul prétendant au titre capable de rivaliser avec l'Alpha, aidé des humains, devra s'imposer et ainsi affirmer sa place en tant que roi des monstres.
Il met en scène Godzilla, Ghidorah, Mothra et Rodan, des créatures apparues dans les films de Tōhō.

## Synopsis
Lors du combat entre Godzilla et les MUTO en 2014, Emma et Mark Russell perdent leur fils Andrew à la suite de lourdes destructions. Cinq ans plus tard, alors que Godzilla a disparu depuis tout ce temps, que d'autres titans ont été découverts et que le public demande l'éradication des titans, le Dr Emma Russell et sa fille Madison habitent à proximité d'un site de Monarch en Chine. Le Dr Russell est appelée en urgence car le spécimen se trouvant sur le site est sur le point de naître. La mère et la fille sont témoins de la venue au monde de Mothra qui, effrayée par la tentative de confinement menée par Monarch, se met à attaquer tout le monde. Cependant Emma arrive à calmer le titan via un appareil qu'elle développe depuis des années et qu'elle vient de terminer : l'Orca.
Mothra est donc sous contrôle mais le site est attaqué par un groupe d’écoterroristes mené par Alan Jonah, un ancien colonel de l'armée britannique. Ce dernier tue tous les scientifiques et prend en otage Madison et sa mère. Pendant ce temps à Washington, D.C., le dirigeant de Monarch, le Dr Ishiro Serizawa, ainsi que sa plus proche collaboratrice, le Dr Vivienne Graham, sont interrogés par une commission sénatoriale sur l'avenir de Monarch et le destin des Titans. Serizawa apprend l'attaque du site de Mothra et décide d'aller chercher Mark Russell, l'ancien mari d'Emma et père de Madison. Ce dernier a quitté Monarch et vit maintenant comme photographe menant une étude sur les meutes de loups. Il apprend l'enlèvement de sa famille mais surtout que le projet Orca, un projet commun avec son ex-femme, a été finalisé alors qu'ils avaient décidé de le détruire. Il accepte néanmoins d'aider Monarch à récupérer l'Orca afin de sauver sa fille.
Sur le chemin vers la base alpha de Monarch, Mark apprend que l'Orca possède désormais dans sa base de données les signaux de 17 titans découverts par Monarch. Mothra est alors sous surveillance, ayant fait son nid sous une cascade où elle commence sa métamorphose. Monarch pense qu'elle sera la cible de Jonah, étant donné que ce dernier cherche à s'emparer d'ADN de titans pour financer ses opérations. Mark réfute cette théorie et exprime qu'il faudrait tuer tous les titans, en particulier Godzilla, responsable de la mort de son fils selon lui.
Pendant ce temps, le groupe de Jonah arrive au site 32 situé en Antarctique où se trouve le corps congelé d'un titan, le Monstre Zéro, immense dragon à trois têtes. Les terroristes installent des charges explosives tandis qu'Emma est forcée de synchroniser l'Orca avec le titan. Au même moment, Godzilla se rapproche de la base principale de Monarch et manque de l'attaquer. Mark comprend que quelque chose ne va pas devant le comportement du monstre. En extrapolant ses mouvements, Monarch comprend que le monstre se dirige vers le site 32. Une équipe d’intervention est envoyée sur place grâce à l'Argo, le vaisseau mère de Monarch.
Serizawa et Graham expliquent à Russell que le site contient un titan gigantesque, potentiellement rival de Godzilla pour le titre de prédateur alpha, et suscitant une crainte absolue chez les scientifiques de Monarch. Jonah apprend l'arrivée de l'équipe d’intervention de l'agence gouvernementale et prévoit une embuscade, Mark parvient à rejoindre sa famille dans le chaos. Mais celle-ci reste avec les terroristes et Emma active les charges explosives, détruisant le mur de glace. Le Monstre Zéro se réveille et Emma active l'Orca pour le contrôler. Le titan se libère brutalement de la glace, ce qui effraie les soldats qui lui tirent dessus. Les trois têtes du titan prennent une grande inspiration et crachent des rayons d'énergie jaune sur les soldats, les tuant tous. Repérant alors le vaisseau, le titan se dirige vers celui-ci et s'apprête à tuer tout le monde à l'intérieur, mais Godzilla arrive et le combat entre les deux titans commence. Durant la bataille, la tête centrale du Monstre Zéro attrape et dévore le Dr Graham. Le dragon doré quitte alors les lieux et disparaît des radars de Monarch dans une tempête tropicale. L'équipe se dirige vers la possible prochaine cible de Jonah : Isla de Mara, au Mexique, où est contenu un autre titan. Serizawa ne se remet pas de la mort de Graham mais c'est la trahison du Dr Russell qui surprend tout le monde. Mais Mark le confirme ainsi que cette dernière, qui les contacte.
Elle explique qu'elle a rejoint les écoterroristes pour sauver le monde. En effet, l'extinction massive que craint l'Humanité a déjà commencé, et les Titans sont la clé pour assurer la survie de la planète. Pour appuyer ses dires, elle montre que les villes détruites par les Titans sont maintenant recouvertes par une vie végétale alimentée par l'énergie radioactive émise par les monstres. Emma leur conseille de se rendre dans un des nombreux bunkers de Monarch car elle ne changera pas d'avis. Elle utilise le réseau de satellites de Monarch pour désactiver tous les confinements des titans. L'évacuation de l'île est donc ordonnée. Pendant ce temps, Madison commence à douter des choix de sa mère surtout lorsqu'elle s'apprête à réveiller le titan d'Isla de Mara. Elle essaye de la convaincre d'attendre que l'île soit complètement évacuée, mais poussée par Jonah, Emma active le signal alpha, réveillant le Titan. Ilene Chen explique alors à Mark que le titan réveillé est surnommé Rodan, le démon du feu. Rick remarque alors que la tempête dans laquelle le Monstre Zéro a disparu vient de changer de direction. Monarch se rend compte que la tempête est générée par le Titan tricéphale. Mark a alors une idée folle : attirer Rodan vers le Monstre Zéro afin que les deux s’entre-tuent. Malheureusement, l'escouade déployée à la hâte est détruite, les pilotes sont tués et l'Argo subit des dommages. À la dernière seconde, le titan tricéphale apparaît et attaque Rodan. Au même moment, un des hélicoptères de Monarch quitte l'île avec des survivants et demande à être repêché par l'Argo. Après avoir résolu quelques problèmes techniques, l'hélicoptère est récupéré. Cependant, le combat entre les deux titans s'est achevé sur la défaite de Rodan. Le Monstre Zéro prend alors l'Argo pour cible. Heureusement, Godzilla intervient et un nouveau combat commence dans l'océan. Au même moment, l'Argo est contacté par l'Amiral William Stenz qui leur conseille de quitter la zone. En effet, l'armée vient d'envoyer un missile contenant une arme chimique qui va détruire toute forme de vie à l'impact : le Destructeur d'Oxygène. Godzilla arrache la tête de gauche de son ennemi lorsque le missile les touche, provoquant une gigantesque explosion. Quelques secondes plus tard, le dragon tricéphale sort de l'eau sans la moindre égratignure et Serizawa demande si on capte toujours les signaux de Godzilla. Le signal faiblit puis s'arrête : Godzilla est mort.
Le Monstre Zéro se pose sur le volcan d'Isla de Mara et régénère sa tête de gauche. Une fois rétabli, il pousse un immense cri, qui a pour effet de réveiller plusieurs titans dans le monde (Muto 3, Scylla, Behemoth, Methuselah). Dans leur quartier général, Jonah et Emma sont troublés, car le premier pensait qu'Emma réveillerait les titans un par un. Mais cette dernière annonce que ce n'est pas elle qui a fait cela. Jonah regarde le moniteur et prononce les mots « Longue vie au Roi » en observant Rodan se prosterner devant le Monstre Zéro, qui se révèle être l'alpha de tous les titans. La libération de tous les titans est observée par l'unité de Monarch en Chine. Le Docteur Ling, sœur jumelle d'Ilene, est devant le cocon de Mothra qui est sur le point de s'ouvrir. Mothra a atteint sa forme adulte.
De retour à l'Argo, Rick n'arrive pas à comprendre comment le Monstre Zéro a pu survivre au Destructeur d'Oxygène, car il est pourtant un Titan comme Godzilla et vient donc de notre monde. Mais Ilene affirme alors que ce n'est pas le cas, car en regardant la fresque représentant le combat entre le Dragon et le père de Godzilla, un texte explique que le titan doré viendrait de l'espace. Serizawa le qualifie ensuite de « faux roi » et demande si on lui avait donné un nom. Ilene répond qu'on le nommait Ghidorah, « Celui qui est innombrable ». Il est mentionné que Ghidorah n'a nullement l'intention de ramener l'équilibre sur Terre, mais plutôt de terraformer celle-ci pour un environnement selon ses propres goûts.
L'Argo arrive à la base Alpha entourée par l'armée, qui surveille les attaques des titans sur les grandes villes du monde, ordonné par Ghidorah, et souhaite lancer une riposte globale, car ils sont déchaînés et ont des mouvements aléatoires. Mark pense qu'ils ont tort : comme les loups qu'il a observé, les Titans sont en chasse, dirigé par un Alpha et que si on stoppe ce dernier, alors les titans s'arrêteront. La même conversation a lieu entre Jonah et Emma. En effet, Ghidorah est un problème car il fait l'inverse de ce qui était prévu et l'Humanité va s'éteindre à cause de lui. Mais Jonah s'en fiche et veut renvoyer le monde à son état primaire, Ghidorah étant la meilleure occasion qui se présente actuellement. Emma a un plan : elle veut brancher l'Orca au système audio du stade Fenway Park de Boston pour attirer Ghidorah et en finir, mais Jonah l'éloigne de son appareil. Cependant, Madison, qui a tourné le dos à sa mère quand elle s'est enfermé dans sa folie, a entendu toute la conversation depuis la salle radio.
À la base Alpha, Mark s’apprête à partir chercher sa fille, se sentant impuissant devant la situation. Il est cependant arrêté par l'apparition soudaine de Mothra au dessus de la base. Monarch comprend que Mothra émet un signal qui ne peut être compris que par une seule créature. Rick réécoute les appareils, un rugissement faible se fait entendre : Godzilla est encore en vie. Mark demande alors à Serizawa combien d'armes nucléaires Monarch possède pour ressusciter Godzilla. Pendant ce temps, Madison s'empare de l'Orca et s'enfuit de la base de Jonah qui se trouve non loin de Boston. Monarch se lance dans deux opérations : la première est d'envoyer un sous-marin contenant l'arme nucléaire jusqu'à Godzilla, la seconde d'envoyer toutes les forces armées vers Washington qui est attaquée par Ghidorah et d'autres titans dont Rodan. Mark, Rick, Ilene et Serizawa embarquent dans le sous-marin et se dirigent vers le signal, mais ce dernier est aspiré par un courant sous-marin.
Au même moment, Madison arrive au stade et branche l'Orca tout en activant le signal alpha contrôlant les titans. Aussitôt, les titans se figent. Le signal atteint Washington et attire Ghidorah. Dans la base de Jonah, ce dernier et Emma se rendent compte que Madison s'est emparée de l'Orca et est en train de réaliser le plan de sa mère. Au sous-marin, Rick explique que le courant les a mené dans une poche sous la terre, confirmant la théorie de la Terre creuse où s'est réfugié Godzilla. Des sondes sont envoyées révélant une ancienne cité engloutie (potentiellement l'Atlantide au vu de l'architecture grecque, même si rien ne le mentionne clairement) qui vénérait Godzilla, et le sous-marin s'approche d'une chambre mais ne peut pas continuer dû aux fortes radiations détectées. Des drones sont envoyés, deux sont détruits rapidement et le dernier a juste le temps de révéler une poche d'air ainsi qu'un ancien autel où se repose Godzilla et où il absorbe les radiations présentes pour s'alimenter. L'équipe comprend alors comment Godzilla a disparu et survécu pendant des années. Rick suggère d'attendre que le monstre soit rechargé, mais Ilene dit que cela peut prendre des années. Mark décide d'envoyer le missile pour lui donner de l'énergie, mais le commandant explique que dû au choc causé par le courant, le système de lancement est détruit et irréparable. Serizawa décide alors d'aller avec l'arme jusqu'à l'autel avec une sonde. Armant la bombe et se dirigeant vers la tête de Godzilla, il pose sa main sur ce dernier et dit en japonais « Adieu, mon vieil ami » avant que la bombe n'explose, détruisant la cité et propulsant le sous-marin jusqu'à la surface.
L'équipe sort du sous-marin et observe un maelstrom dont émerge Godzilla qui crache son souffle atomique vers le ciel. Il aperçoit le sous-marin et s'en approche dangereusement. Mark ordonne à tout le monde de ne rien faire. Un échange de regard a lieu entre l'homme et le titan avant que ce dernier ne se retourne et ne parte dans une direction précise, Mark comprend alors où se trouve sa fille et décide de suivre le monstre.
Madison observe les alentours sur le toit du stade : le vent change brusquement de sens et les nuages recouvrent la ville. La jeune fille se réfugie alors dans le bâtiment, mais Ghidorah se pose lourdement et se dirige vers les haut-parleurs et les détruit. Maddie débranche l'Orca, mais pas assez vite : le Titan la repère alors, avant de déclencher son souffle sur elle. Madison parvient à quitter la pièce et se retrouve sur le terrain, puis elle lance l'Orca qui est écrasé par le dragon. Ce dernier la fixe tout en se préparant à l'éradiquer. Cette dernière hurle envers lui et à la dernière seconde, Ghidorah est repoussé par le souffle atomique de Godzilla. Madison se retourne et voit Godzilla accompagné par Monarch. En effet, lorsque Mark a compris où allait Godzilla, il a expliqué que l'Orca ou plutôt l'onde alpha est en fait le signal de l'espèce humaine qui, aux yeux des titans, sont perçus comme des prédateurs alpha. Grâce à cela, l'Argo peut remonter la source du signal menant à Boston.
Mark annonce que cette fois, ils vont se battre aux côtés de Godzilla. Du côté des écoterroristes, Emma souhaite partir pour aller sauver sa fille et menace Jonah en disant qu'elle ne perdra pas un autre enfant. Ce dernier la laisse partir avec une jeep.
La bataille s'engage entre Godzilla, plus fort et plus grand que jamais, et Ghidorah. Un hélicoptère se pose au stade pour trouver Madison, mais il ne trouve que l'Orca, encore utilisable avant qu'Emma n'arrive et récupère Mark. Une dispute a alors lieu et le commandant Jackson Barnes plaint leur fille car il n'aimerait pas être à la maison si ses parents étaient comme Mark et Emma. En disant cela, ces derniers comprennent où se trouve Madison. Godzilla repousse Ghidorah qui est alors surpris par Mothra, devenue un papillon géant, qui bloque deux de ses têtes contre un building avec de la soie. Godzilla l'attaque dans son dos, le maintenant et permettant à Mothra de préparer son attaque. Mais Ghidorah appelle Rodan qui attaque alors Mothra, Ghidorah reprend l'avantage en aspirant l'énergie électrique d'un transformateur se trouvant non loin de lui et déclenche un barrage d'éclairs de ses ailes qui abat tous les hélicoptères de Monarch. Rodan finit par bloquer Mothra sur un immeuble et tente de la tuer, mais il se tétanise lorsque Mothra le transperce avec son dard, puis tombe. Emma, Mark et Jackson arrivent devant les ruines de l'ancienne maison des Russell et retrouvent Madison qui s'était cachée dans la baignoire. Monarch commence à évacuer la zone : en effet, la bombe a tellement chargé Godzilla que ce dernier est dans un état critique et va bientôt exploser. Ghidorah saisit ce dernier et commence à l'emporter dans les airs avant de le laisser tomber dans une chute violente, Mothra arrive, et dans une dernière action, se sacrifie pour transmettre ce qui lui reste d'énergie à Godzilla. Le dragon tricéphale se dirige dangereusement vers le titan, alors que Mark et Emma tentent de réparer l'Orca pour permettre de gagner du temps et faire en sorte que Godzilla soit en possession de tous ses pouvoirs. Ghidorah commence à absorber l'énergie de Godzilla en le mordant, mais l'Orca est réparé et Emma active le signal alpha de Ghidorah, détournant l'attention de ce dernier vers eux. Un hélicoptère se rapproche pour récupérer le groupe, mais Emma ne monte pas : elle sait que si elle monte avec l'Orca, Ghidorah les poursuivra et les tuera. Elle fait donc le choix de se sacrifier et attire le dragon assez loin pour permettre à Godzilla de prendre à revers le Monstre Zéro. Godzilla entre dans une forme critique (Burning Godzilla), dû au surplus d'énergie reçu et déverse une impulsion thermonucléaire qui brûle les ailes de Ghidorah. Le dragon tricéphale contre-attaque avec ses rayons. Mais Godzilla ne recule pas et lance une nouvelle impulsion qui pulvérise les têtes de gauche et de droite de Ghidorah. Godzilla piétine le corps du dragon et libère une dernière impulsion détruisant Boston. Au loin, l'hélicoptère observe le champ de ruine, la tête centrale de Ghidorah surgit mais elle se trouve dans la gueule de Godzilla revenu à un état normal. Godzilla secoue la tête de Ghidorah avant de la pulvériser avec son souffle atomique. Rick se réjouit amèrement que Godzilla soit de leur côté mais Ilene se demande si cela durera. Madison attire l'attention de tout le monde en montrant quelque chose : les titans (Béhémoth, Scylla, Methuselah, MUTO 3 et Rodan toujours vivant) apparaissent devant Godzilla. Tous se prosternent et reconnaissent Godzilla comme leur nouveau roi. Godzilla pousse alors un rugissement final.
Les crédits présentent des coupures de journaux qui explique ce qui s'est passé après Boston : Monarch continue d'exister et dévoile toutes ses découvertes aux public, le monde apprend à coexister avec les titans, dont les efforts semblent positifs, un œuf massif a été découvert (un second Mothra ?) et de nouvelles fresques ont été découvertes, présentant un affrontement entre ce qui semble être un ancêtre de Godzilla et un ancêtre de Kong.
Scène post-générique
Jonah et son groupe sont de retour à Isla de Mara. Un pêcheur explique à Jonah que tout est mort dans sa zone de pêche (à cause du Destructeur d'Oxygène) et veut lui vendre une chose devenue plus précieuse depuis le sacre du Roi des monstres : la tête arrachée de Ghidorah lors de la bataille marine contre Godzilla. Jonah lui dit alors que lui et son groupe vont l'emmener.

## Fiche technique
Sauf indication contraire, les informations mentionnées dans cette section peuvent être confirmées par la base de données cinématographiques IMDb,  présente dans la section « Liens externes ».
- Titre original : Godzilla: King of the Monsters
- Titre français : Godzilla 2 : Roi des monstres
- Titre québécois : Godzilla : Roi des monstres
- Réalisation : Michael Dougherty
- Scénario : Michael Dougherty et Zach Shields, d'après une histoire de Max Borenstein, Michael Dougherty et Zach Shields, d'après Godzilla, Mothra, Rodan et King Ghidorah, créés par Tomoyuki Tanaka et Tōhō
- Musique : Bear McCreary
- Direction artistique : Richard L. Johnson
- Décors : Scott Chambliss
- Costumes : Louise Mingenbach
- Photographie : Lawrence Sher
- Montage : Roger Barton, Bob Ducsay et Richard Pearson
- Production : Alex Garcia, Mary Parent, Brian Rogers et Thomas Tull

Producteurs délégués : Yoshimitsu Banno, Kenji Okuhira, Zach Shields et Barry H. Waldman
- Sociétés de production : Legendary Pictures ; Wanda Qingdao Studios; Warner Bros. et Tōhō (coproductions)
- Société de distribution : Warner Bros. (États-Unis, France) Tōhō (Japon)
- Budget : 200 millions de dollars[3]
- Pays d'origine :  États-Unis,  Japon
- Langue originale : anglais, japonais, chinois, espagnol
- Format : couleur — 2,39 : 1 (Panavision) — son Dolby Atmos
- Genre : Science-fiction et catastrophe
- Durée : 132 minutes
- Dates de sortie :
  - Belgique, France, Suisse romande, Taïwan : 29 mai 2019
    - États-Unis, Canada, Chine, Japon, Mexique : 31 mai 2019

## Distribution
- Kyle Chandler (VF : Emmanuel Curtil ; VQ : Pierre Auger) : Mark Russell
- Vera Farmiga (VF : Ivana Coppola ; VQ : Mélanie Laberge) : Dr Emma Russell
- Ken Watanabe (VF : François Dunoyer ; VQ : Sylvain Hétu) : Dr Ishiro Serizawa
- Sally Hawkins (VF : Danièle Douet ; VQ : Valérie Gagné) : Dr Vivienne Graham
- Millie Bobby Brown (VF : Clara Soares ; VQ : Dominique Laniel) : Madison Russell
- Bradley Whitford (VF : Daniel Lafourcade ; VQ : Marc Bellier) : Dr Rick Stanton
- Thomas Middleditch (VF : Jérémy Bardeau ; VQ : Philippe Martin) : Dr Sam Coleman

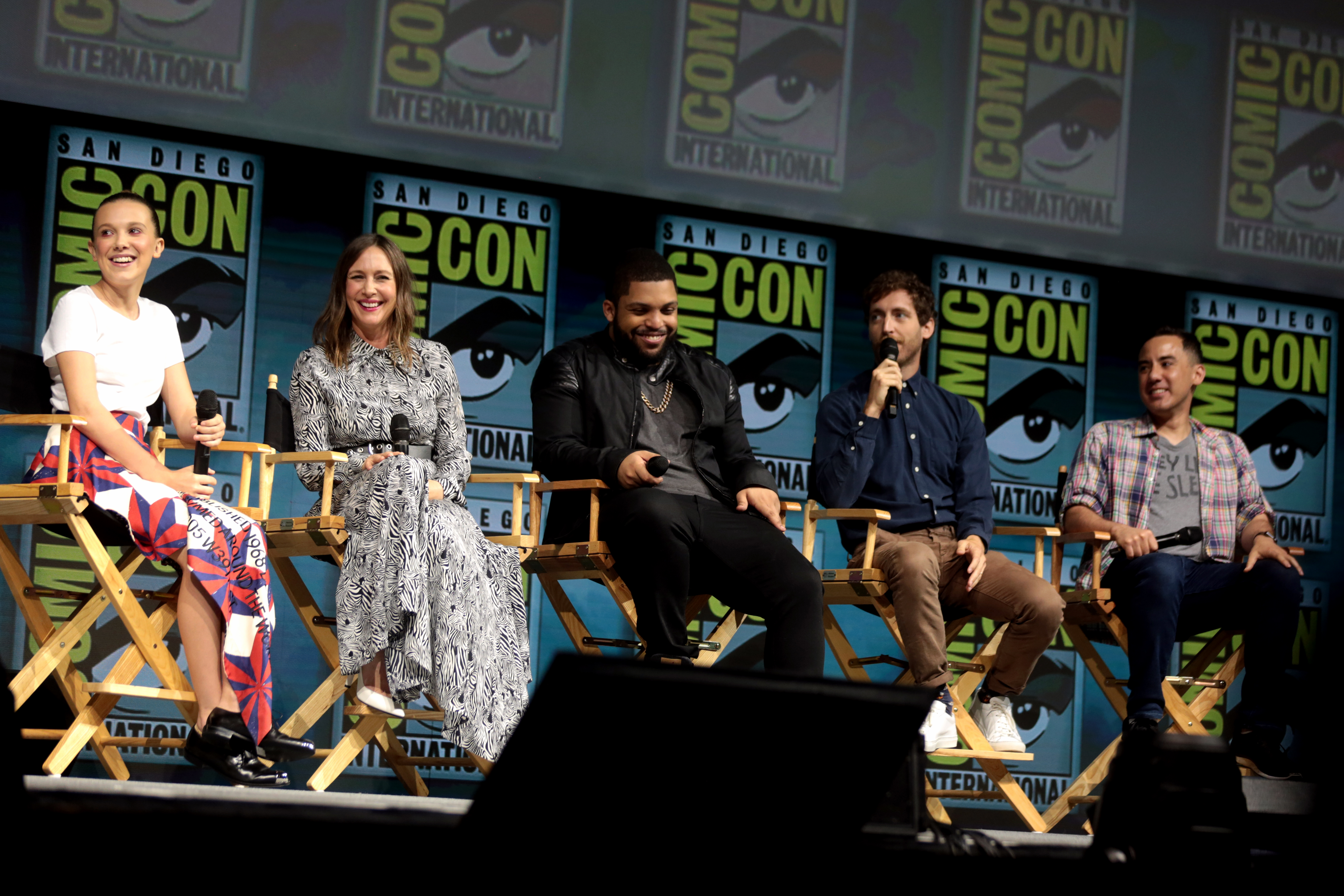
Une partie de l'équipe du film au San Diego Comic-Con 2018.

- CCH Pounder : la Sénatrice présidant la commission sénatoriale sur les Titans
- Charles Dance (VF : Philippe Catoire ; VQ : Jean-Marie Moncelet) : Alan Jonah
- O'Shea Jackson Jr. (VF : Namakan Koné ; VQ : Christian Perrault) : Officier Barnes
- Joe Morton (VF : Roland Timsit) : Dr Houston Brooks
- Aisha Hinds (VF : Virginie Emane ; VQ : Isabelle Leyrolles) : Colonel Diane Foster
- Zhang Ziyi (VF : Géraldine Kannamma ; VQ : Catherine Bonneau) : Dr Ilene / Dr Ling
- David Strathairn (VF : Hervé Bellon) : Amiral William Stenz
- Anthony Ramos (VF : Jhos Lican) : Caporal Martinez
- Randy Havens (VF : Xavier Béja) : Dr Tim Mancini
- Elizabeth Ludlow (VF : Pauline Moulène) : Lieutenant Lauren Griffin
- T.J. Storm (en) : Godzilla (capture de mouvement)
- Jason Liles : tête principale du Ghidorah / Rodan (capture de mouvement)[4],[5]
- Alan Maxson : tête droite du Ghidorah (capture de mouvement)[4]
- Richard Dorton : tête gauche du Ghidorah (capture de mouvement)[4]

 Source et légende : version française (VF) sur RS Doublage et AlloDoublage. Dirigée par Béatrice Delfe chez Dubbing Brothers avec une adapation de dialogues de Philippe Videcoq-Gagé. version québécoise (VQ) sur Doublage Québec. Dirigée par François Asselin chez Difuze avec une adaptation de dialogues d'Alexis Joubert.

## Production

### Tournage
Le tournage débute le 19 juin 2017 à Atlanta,. Il a lieu notamment aux Blackhall Studios d'Atlanta. La production se rendra ensuite dans les studios Oriental Movie Metropolis (en) à Qingdao en Chine.

### Musique
Albums de Bear McCreary
I Still See You
(2018)
Bandes originales du MonsterVerse
Kong: Skull Island
(2017) Godzilla vs Kong
(2020)
La musique du film est composée par Bear McCreary.

#### Liste des titres
Toutes les chansons sont écrites et composées par Bear McCreary, sauf exceptions notées.
| 1.      | Godzilla (feat. Serj Tankian) | Donald Roeser | 3:10 |
| 2.      | Godzilla Main Theme           | Akira Ifukube | 2:34 |
| 3.      | Memories of San Francisco     |               | 2:11 |
| 4.      | The Larva                     |               | 4:23 |
| 5.      | Welcome to Monarch            |               | 2:54 |
| 6.      | Outpost 32                    |               | 7:03 |
| 7.      | Ice Breaker                   |               | 2:33 |
| 8.      | Rise of Ghidorah              |               | 2:59 |
| 9.      | Old Rivals                    |               | 3:49 |
| 10.     | The First Gods                |               | 5:18 |
| 11.     | Rodan                         |               | 5:23 |
| 12.     | A Mass Awakening              |               | 5:32 |
| 13.     | The One Who is Many           |               | 5:37 |
| 14.     | Queen of the Monsters         |               | 3:35 |
| 15.     | For Andrew                    |               | 1:18 |
| 16.     | Stealing the Orca             |               | 3:04 |
| 17.     | The Hollow Earth              |               | 5:26 |
| 18.     | The Key to Coexistence        |               | 2:18 |
| 19.     | Goodbye Old Friend            |               | 2:54 |
| 20.     | Rebirth                       |               | 2:03 |
| 21.     | Fog Over Fenway               |               | 2:53 |
| 22.     | Battle in Boston              |               | 7:51 |
| 23.     | Redemption                    |               | 4:11 |
| 24.     | King of the Monsters          |               | 3:34 |
| 25.     | Ghidorah Theme                |               | 2:41 |
| 26.     | Mothra's Song                 | Yūji Koseki   | 2:10 |
| 1:37:21 |                               |               |      |

## Accueil

### Sortie
Le film sort en mai 2019. La sortie initiale était prévue pour le 8 juin 2018.

### Critique
Le film reçoit des critiques partagées et majoritairement négatives surtout par rapport aux modifications de l'Univers sérieux par rapport au film de 2014. Sur l'agrégateur américain Rotten Tomatoes, il récolte 32% d'opinions favorables pour 301 critiques et une note moyenne de 4,65⁄10. Sur Metacritic, il obtient une note moyenne de 48⁄100 pour 48 critiques.
En France, le film obtient une note moyenne de 2,6⁄5 sur le site AlloCiné, qui recense 8 titres de presse.
Pour Le Parisien, « si la première partie prend le temps d’installer les enjeux et les personnages [...] la seconde est un déferlement d’effets spéciaux qui aboutit à des images incroyables de destruction ». Pour Première, le film « ne parvient pas à être même un agréable divertissement de destruction massive ».

### Box-office
| Pays ou région        | Box-office      | Date d'arrêt du box-office | Nombre de semaines |
| --------------------- | --------------- | -------------------------- | ------------------ |
| États-Unis Canada     | 110 500 138 $   | 29 août 2019               | 13                 |
| Chine                 | 135 749 466 $   | 28 juillet 2019            | 8                  |
| France                | 667 899 entrées | 23 juillet 2019            | 8                  |
| Allemagne             | 408 778 entrées | 23 juin 2019               | 4                  |
| Italie                | 333 230 entrées | 7 juillet 2019             | 6                  |
| Espagne               | 248 817 entrées | 18 juillet 2019            | 4                  |
| Total hors États-Unis | 276 100 000 $   | 29 août 2019               | 13                 |
| Total mondial         | 386 600 138 $   | 29 août 2019               | 13                 |

## Distinctions
Entre 2019 et 2020, Godzilla 2 : Roi des monstres a été sélectionné 19 fois dans diverses catégories et a remporté 6 récompenses,

### Récompenses
| Année | Festivals de cinéma                                          | Prix | Lauréat(es) |
| ----- | ------------------------------------------------------------ | --- | --- |
| 2019  | Association des journalistes cinématographiques de l'Indiana | Prix IFJA des meilleures performances de capture vocale / de mouvement                                       | Jason Liles, Alan Maxson et Richard Dorton                                                                                               |
| 2019  | Festival australien d'effets et d'animation - AEAF Awards    | Prix AEAF Bronze du long métrage VFX                                                                         | Moving Picture Company |
| 2019  | Fright Meter Awards                                          | Prix Fright Meter des meilleurs effets spéciaux                                                              | - |
| 2019  | Hollywood Post Alliance                                      | Prix HPA du meilleur son - Long métrage                                                                      | Tim LeBlanc, Tom Ozanich, Erik Aadahl, Nancy Nugent, Jason W. Jennings, Warner Bros. Post Production Services et E Squared Entertainment |
| 2019  | Hollywood Post Alliance                                      | Prix HPA du meilleur son                                                                                     | Tim LeBlanc et Warner Brothers Entertainment                                                                                             |
| 2019  | Reel Music Awards                                            | Reel Music Award de la meilleure musique originale pour un film fantastique / de science-fiction / d’horreur | Bear McCreary |

### Nominations
| Année | Festivals de cinéma                                                                                   | Catégorie                                                                          | Nommé(es)                                                    |
| ----- | --- | ---------------------------------------------------------------------------------- | ------------------------------------------------------------ |
| 2019  | Académie des films de science-fiction, fantastique et d'horreur - Saturn Awards                       | Meilleur film fantastique                                                          | -                                                            |
| 2019  | Académie des films de science-fiction, fantastique et d'horreur - Saturn Awards                       | Meilleure musique                                                                  | Bear McCreary                                                |
| 2019  | Académie des films de science-fiction, fantastique et d'horreur - Saturn Awards                       | Meilleur jeune actrice                                                             | Millie Bobby Brown                                           |
| 2019  | Académie des films de science-fiction, fantastique et d'horreur - Saturn Awards                       | Meilleurs effets visuels                                                           | Guillaume Rocheron, Eric Frazier, Brian Connor et Peter Nofz |
| 2019  | Golden Trailer Awards                                                                                 | Meilleur blockbuster de l'été                                                      | Warner Bros. et Statement Advertising                        |
| 2019  | Golden Trailer Awards                                                                                 | Meilleure film d’aventure fantastique                                              | Warner Bros. et Trailer Park                                 |
| 2019  | People's Choice Awards                                                                                | Film d'action préféré                                                              | -                                                            |
| 2019  | People's Choice Awards                                                                                | Star de cinéma féminine préférée                                                   | Millie Bobby Brown                                           |
| 2019  | Rondo Hatton Classic Horror Awards                                                                    | Meilleur film                                                                      | -                                                            |
| 2020  | Blue Ribbon Awards (Prix du ruban bleu)                                                               | Meilleur film étranger                                                             | -                                                            |
| 2020  | Prix international de la critique de musique de film (International Film Music Critics Award (IFMCA)) | Meilleure musique originale pour un film fantastique / science-fiction / d’horreur | Bear McCreary                                                |
| 2020  | Razzie Awards                                                                                         | Pire suite, prequel, remake ou dérivé                                              | Warner Bros.                                                 |
| 2020  | Young Entertainer Awards (Prix du jeune artiste)                                                      | Meilleur jeune acteur dans un second rôle - Long métrage                           | Gabriel L. Silva                                             |

## Suite
Godzilla revient deux ans plus tard dans Godzilla vs Kong d'Adam Wingard.